# Pallavolo Pineto
Pallavolo Pineto – męski klub siatkarski z Włoch. Powstały w 1982 roku z siedzibą w mieście Pineto. Obecnie drużyna występuje w najwyższej klasie rozgrywek we Włoszech – Serie A, do której awansowała w sezonie 2007/2008. Od sezonu 2008/2009 klub występuje pod nazwą Framasil Pineto.

## Informacje ogólne
- Klasa rozgrywek:  Serie A
- Barwy: żółto-niebieskie
- Hala: PalaVolley S.Maria (Pineto); PalaMaggetti (Roseto degli Abruzzi)
- Liczba miejsc: 3.000
- Prezydent klubu:  Benigno D'Orazio
- Trener klubu: Paola Montagnani
- Oficjalny serwis: Pallavolo Pineto

## Kadra zawodnicza w sezonie 2008/2009
- 1.  Cleber De Oliveira
- 2.  Matti Hietanen
- 3.  Rafael Luiz Fantin Dentinho
- 4.  Marco Vicini
- 5.  Emanuele Sborgia
- 6.  Eerik Jago
- 8.  Marco Mancini
- 9.  Rodrigo Leme De Gennaro
- 10. Rodrigo Pinto
- 11. Simone Buti
- 12. Marco Fabroni
- 13. Manuele Ravellino